# Ашод-Чергов
Ашод-Чергов (словац. Asód - Čergov) — меліоративний канал; впадає у Ваг, протікає в округах Дунайська Стреда і Комарно.
Довжина приблизно 15.6 км. Є відгалуженням Хотарного каналу. Витік знаходиться в Дунайській низовині (геоморфологічна підодиниця Дунайська низовина).
Протікає територією села Окоч і міста Коларово.